# Gabriel Morbeck
Gabriel Morbeck (nacido el 20 de agosto de 1997) es un futbolista brasileño que se desempeña como delantero.
Jugó para clubes como el Roasso Kumamoto y Júbilo Iwata.

## Trayectoria

### Clubes
| Club            | País  | Año  |
| --------------- | ----- | ---- |
| Roasso Kumamoto | Japón | 2017 |
| Júbilo Iwata    | Japón | 2018 |